# Загорский, Василий Андреевич
Василий Андреевич Загорский — адъюнкт физико-математического факультета Московского университета, брат Петра Загорского.

## Биография
В каталоге лекций Московского университета имя Загорского среди преподавателей университета отмечено с 1805 по 1810 гг.: алгебра с применением к геометрии (1805—1806), всеобщая арифметика по Эйлеру (1806—1807), геометрия, обе тригонометрии, приложение алгебры к геометрии и изъяснение начал дифференциального и интегрального исчисления по Безу и Лакруа (1807—1808), высшая геометрия по руководству Безу (1808—1809), дифференциальное и интегральное исчисления по Безу и Лакруа (1809—1810). Еженедельно читалось 4 лекции по часу. Такая полнота преподавания в Московском университете в то время была новостью. 
Профессор П. С. Щепкин, являвшийся слушателем В. А. Загорского, оставил благодарные воспоминания о его лекциях:

Очевидцы, какие до сей поры пощажены временем, единогласно называют его преподавателем «хорошим, твёрдым, отчётливым».
Но более прочную память оставил о себе Загорский переводом Курса математики Безу, в пяти частях, одного из первых, появившихся на русском языке (1798—1803). Из них первые две: 1) арифметика и 2) начальная геометрия с плоскою тригонометрией предназначались для Университетского благородного пансиона, где переводчик служил преподавателем до университета. Остальные три: 3) алгебра с приложением к арифметике и геометрии вообще и к коническим сечениям и другим кривым в особенности, 4) Дифференциальное и интегральное исчисление с механикой, 5) Применение общих правил механики к разным случаям движения и равновесия — собственно для университета. Книга пользовалась широкой популярностью и первые её четыре части были переизданы (1804—1806). 
Брат Загорского, Пётр Андреевич — выдающийся анатом, член Российской академии. 
В 1820-х годах Загорский бывал у профессора Д. М. Перевощикова и приносил ему свою работу об интегральном исчислении, выводимом из свойств логарифмов. После смерти В. А. Загорского в своём письме по этому вопросу академик Д. М. Перевощиков сделал следующее заключение о данном исследовании:

«Он действительно сообщил мне своё сочинение, о котором вы упоминаете, и оно казалось мне весьма не без достоинств. Однако участь сего сочинения, равно и причина, столь рано удалившая сего трудолюбивого и талантливого учёного от университета, остались, кажется, совершенно неизвестными».
Наружным видом Загорский был черноволос, худощав до чахлости и часто кашлял.